# 稻城木蓝
稻城木蓝（学名：Indigofera daochengensis）为豆科木蓝属下的一个种。

## 扩展阅读
- 維基物種上的相關：稻城木蓝